# Laufeia liujiapingensis
Laufeia liujiapingensis is een spinnensoort in de taxonomische indeling van de springspinnen (Salticidae).
Het dier behoort tot het geslacht Laufeia. De wetenschappelijke naam van de soort werd voor het eerst geldig gepubliceerd in 1997 door Yang & Guo Tang.